# Catubodua
 (mars 2012).
Catubodua ou Cathubodua (en proto-celtique *Katu-bodwā) est une déesse guerrière de la mythologie celtique gauloise, dont le nom signifie « corneille (bodua) de combat (catu) ». Elle ne nous est connue que par une seule inscription, datant de la période gallo-romaine, retrouvée à Ley, commune de Mieussy, en Haute-Savoie (région Rhône-Alpes). Elle semble avoir été un équivalent gaulois de la déesse irlandaise Badb.
Selon une autre interprétation, dans leur Répertoire des dieux gaulois, Nicole Jufer et Thierry Luginbühl font le lien avec d’autres déesses guerrières telles que Boudina, Bodua, et Boudiga, dont les noms partagent la même racine qui cette fois signifierait « victoire ». Catubodua pourrait ainsi être comparable à la déesse romaine Victoria et à la déesse grecque Niké.
Mais l'association de la corneille et de la guerre est par ailleurs bien connue dans la mythologie nordique, avec les fameuses Walkyries qui viennent se saisir des guerriers morts sur les champs de bataille.

## Étymologie
Dans la langue gauloise, le nom Catubodua signifie corbeau de bataille,. Les formes lexicales étymologiques reconstruites dans le lexique proto-celtique de l'Université du Pays de Galles suggèrent que le nom est susceptible d'être dérivé du proto-celtique *Katu-bodwā , un mot qui pourrait être interprété comme «combattre en bataille»,.

## Une légende romaine
Une anecdote de la guerre entre Romains et Gaulois au IVe siècle av. J.-C., rapportée par Tite-Live, Aulu-Gelle et Denys d'Halicarnasse, pourrait faire référence à cette déesse. Un officier romain du nom de Marcus Valerius, est défié par un champion gaulois qu’il doit affronter dans un combat singulier. Quand le duel commence, une corneille atterrit sur le casque de Valerius et attaque le soldat gaulois qui, terrorisé par cette intervention divine, est facilement vaincu. Valerius adopte le cognomen Corvus (Corneille) et devient un célèbre général et politicien de la République romaine. Cette histoire n’est pas sans rappeler la mort du héros irlandais d’Ulster Cúchulainn, à laquelle Morrigan assiste sous forme d’une corneille, juchée sur son épaule.

### Pages connexes
- Religion celtique

## Sources